# Karl Logan
Karl Logan (28. travnja 1965.) američki je heavy metal glazbenik, od 1995. godine gitarist heavy metal sastava Manowar.

## Diskografija

### Manowar
Studijski albumi
- Louder Than Hell (1996.)
- Warriors of Tthe World (2002.)
- Gods of War (2007.)
- Battle Hymns MMXI (2010.)
- The Lord of Steel (2012.)
- Kings of Metal MMXIV (2014.)

Kompilacijski albumi
- Anthology (1997.)
- The Kingdom of Steel (1998.)
- Steel Warriors (1998.)

Albumi uživo
- Hell on Wheels (1997.)
- Hell on Stage (1999.)
- Gods of War Live (2007.)